# تصویر (فیلم ۱۹۷۰)
تصویر (ارمنی: Լուսանկար) یک فیلم کوتاه است محصول سال ۱۹۷۰، به کارگردانی آلبرت مکرتچیان

## بازیگران
- فرونزیک مکرتچیان
- آروس آسریان
- آلکساندر هوهانیسیان
- تاتول دیلاکیان